# Asociación del Clero Católico Pacem in terris
La Asociación del Clero Católico Pacem in terris (en checo: Sdružení katolických duchovních Pacem in terris el; en eslovaco: Združenie katolíckych duchovných Pacem in terris, SKD-PIT) fue una asociación de clérigos católicos creada por iniciativa de las autoridades comunistas de Checoslovaquia y existió de 1971 a 1989. Era la sucesora del Movimiento por la Paz del Clero Católico (1951-1968) y su nombre fue tomado de la famosa encíclica del Papa Juan XXIII Pacem in terris.
El propósito de la asociación, al igual que su predecesora, era socavar la autoridad de la jerarquía eclesiástica, apoyar a las autoridades comunistas en su campaña contra ella y presentar actitudes afines al régimen, presentadas en nombre de la Iglesia católica. En general, estaba formada por un pequeño grupo colaborador activo que ocupaba su liderazgo y una base de miembros pasivos más amplia, cuyos miembros se vieron obligados en su mayoría a unirse por presión y extorsión de la Státní bezpečnost (StB, la policía secreta) y la Oficina Estatal de Asuntos Eclesiásticos.
Desde el principio la asociación encontró oposición por parte de las autoridades eclesiásticas. Desde el punto de vista de la iglesia, no tenía un cargo oficial y el derecho a representar sus puntos de vista, y debido a su naturaleza y propósito, ser miembro de ella era bastante problemático desde el punto de vista del derecho canónico. Sin embargo, la interferencia estatal en los asuntos eclesiásticos hizo imposible que la iglesia interviniera contra la asociación; además, la SKD-PIT controlaba la única prensa católica permitida, que se desviaba cada vez más de las posiciones de los jerarcas oficiales de la iglesia.
La Iglesia criticó con dureza a la asociación, a principios de la década de 1980, con la publicación del documento Quidam episcopi (8 de marzo de 1982), que prohíbe a los sacerdotes unirse a organizaciones políticas. En respuesta, el cardenal František Tomášek, arzobispo de Praga, y algunos otros obispos prohibieron explícitamente a los sacerdotes unirse a la asociación, lo que provocó un enfrentamiento entre él y las autoridades comunistas. La lucha se extendió a otras áreas y llegó tan lejos que el cardenal Tomášek finalmente revocó la aprobación eclesiástica de la prensa católica controlada por la asociación.
A pesar del apoyo masivo del estado comunista, el movimiento desapareció en 1989 inmediatamente después de la caída del régimen a causa de la Revolución de Terciopelo.

## Antecedentes
SKD-PIT se unió a la estatal "Acción Católica", cuya creación fue iniciada en el verano de 1949 por el Partido Comunista de Checoslovaquia (KSČ por sus siglas en checo y eslovaco) y el grupo "sacerdotes patriotas". Esta organización, que aparentemente pretendía ser una organización católica común, fue descrita por la Iglesia como cismática, al principio los obispos checoslovacos se opusieron fuertemente y luego la Santa Sede excomulgó a todos sus miembros. Finalmente, los sacerdotes patriotas se distanciaron de él y la organización dejó de existir en 1950 sin funcionar correctamente.
Tras el fracaso de la "Acción Católica", el Partido Comunista abandonó la idea de utilizar laicos cristianos activos y se centró en los sacerdotes. El resultado de sus actividades fue el Movimiento por la Paz del Clero Católico, que no tenía una base de miembros claramente definida (según algunas interpretaciones, cada sacerdote era automáticamente miembro). Esto desapareció efectivamente en 1968, cuando el liderazgo de Plojhar fue barrido por miembros ordinarios y el movimiento se transformó en la Obra de Restauración del Consejo.

## Origen
La culminación de la llamada normalización de la vida religiosa en la República Socialista Checoslovaca sería la renovación del movimiento del clero católico pro-régimen, en el que el gobierno comunista quería encontrar nuevamente su aliado dentro de la Iglesia católica. Sus primeros grupos preparatorios no oficiales comenzaron a surgir ya en 1969 y el Comité Central del Partido Comunista decidió apoyar el establecimiento de una nueva organización pacifista del clero católico en mayo de 1970. El 12 de mayo, un grupo de los llamados sacerdotes patriotas fue recibido por primera vez en el Ministerio de Cultura, en Praga, para discutir los próximos pasos en el nuevo proyecto.
El nuevo movimiento tomó su nombre de la encíclica del Papa Juan XXIII, con la que, de hecho, no tenía nada que ver. A continuación, las actividades fueron iniciadas por el comité preparatorio, encabezado por el vicario del capítulo de Košice, Štefan Onderko, František Hochmann en la República Checa y Štefan Záreczky en Eslovaquia desempeñaron un papel importante en la creación de la ideología de la asociación. Las personas que se vieron comprometidas por la colaboración con el régimen comunista, que debían aportar sus muchos años de experiencia a la nueva asociación, generalmente encontraron espacio para la implementación aquí. Sin embargo, los exlíderes de los "sacerdotes patriotas" no ganaron una posición decisiva, Pero sus sucesores de la generación más joven, cuya debilidad, sin embargo, era la ausencia de autoridad.
Esto fue seguido en agosto de 1971 por conferencias constituyentes regionales, en las que los delegados fueron elegidos en una conferencia nacional. La reunión inaugural tuvo lugar el 31 de agosto de 1971 en Praga y Bratislava al mismo tiempo (la asociación tenía una estructura federal y estaba dividida en partes checas y eslovacas), que fue el día en que entró en vigor el permiso estatal. 270 clérigos se reunieron en Praga y el vicario del capítulo de Olomouc, Josef Vrana, fue elegido presidente de la parte checa de la asociación. Cerca de 200 clérigos se reunieron en Eslovaquia, incluido el ministro de Cultura, Miroslav Válek, y la directora de la Secretaría de Asuntos Eclesiásticos, Karol Homola. Los presentes eligieron posteriormente la presidencia de Pacem in terris en Eslovaquia. El presidente era Mikuláš Višňovský, decano de la Facultad de Teología Católica Cirilo y Metodio de la Universidad Comenius de Bratislava, y el primer vicepresidente era ThJozef Vrablec. Los discursos incluyeron, entre otras cosas, expresiones de lealtad a la Unión Soviética y otros países socialistas, que se suponía que eran una garantía de paz en el mundo.
La elección de la presidencia federal y del comité central de Pacem in terris tuvo lugar en una reunión el 17 de noviembre de 1971 en Praga, a la que asistieron alrededor de 400 clérigos. Václav Medek, de la Facultad de Teología, fue electo presidente de la asociación a nivel federal, y Mikuláš Višňovský, presidente de la sección eslovaca, fue elegido vicepresidente. Por la sección eslovaca, fueron elegidos para la presidencia federal los siguientes: Mikuláš Višňovský, Zoltán Belák, Štefan Onderko, Alexander Horák, Jozef Dovala, Elemír Filo y Štefan Bitter. La autorización del gobierno comunista a las actividades de la asociación fue hecho por el vice primer ministro Matej Lúčan.
Desde el punto de vista del derecho canónico, la asociación se refirió al decreto del Concilio Vaticano II Presbyterorum ordinis, que apoyaba las asociaciones sacerdotales, las cuales, sin embargo, debían contar con estatutos aprobados por la autoridad eclesiástica correspondiente, lo que nunca tuvo el SKD-PIT. Entre el clero no hubo interés en la nueva asociación, pero con el tiempo comenzaron a unirse a ella, principalmente como resultado de la presión e intimidación de la Seguridad del Estado y la Oficina Estatal de Asuntos Eclesiásticos. Sin embargo, los integrantes así obtenidos en su mayoría no realizaron ninguna actividad, salvo la participación forzosa en reuniones puntuales. Solo un pequeño grupo de colaboradores estuvo activo, controlando su liderazgo y actuando como agencia filial del StB. En el momento de su máxima expansión, contaba con unas 90 personas.

## Membresía
A diferencia de la llamada Acción Católica y al igual que con el Movimiento por la Paz del Clero Católico, los miembros de la asociación eran sacerdotes católicos, pero a diferencia del Movimiento por la Paz, la pertenencia a la asociación no era automática: era necesario afiliarse a ella.
Al principio, logró que aproximadamente un tercio de sacerdotes checos y un cuarto de sacerdotes eslovacos se unieran a la asociación. En cuanto a su base de miembros, el pico fue 1973 , cuando había 726 miembros (37%) en las tierras checas y 350 clérigos católicos en Eslovaquia, un fuerte descenso en 1982, cuando tanto la Santa Sede como el cardenal Tomášek prohibieron la asociación.
Algunos sacerdotes se retiraron del movimiento, lo que para muchos resultó en la pérdida del permiso estatal y otros problemas, mientras que otros permanecieron, pero redujeron sus actividades al mínimo absoluto y se convirtieron en miembros absolutamente pasivos. Los teólogos y sacerdotes jóvenes dejaron de unirse a la asociación por completo. Al salir de la asociación, grandes problemas y riesgos aguardaban especialmente a aquellos sacerdotes que originalmente pertenecían a los miembros activos de la SKD-PIT y cooperaron con la StB y decidieron dejar este camino. En este contexto, Zbranek menciona a los sacerdotes Jaroslav Rusnák y Štefan Polák, que se cree que fueron asesinados por la StB por este motivo.
En 1986, el 29,2% del clero eran miembros, en 1989 (antes de la Revolución de Terciopelo) el cardenal Tomášek habló de la asociación como esencialmente inexistente, y Ján Korec estimó el número de sus miembros activos en no más de once.

## Actividad
"La asociación es un movimiento de interés voluntario del clero católico, que participa en actividades cívicas para construir y desarrollar una sociedad socialista apoyando el programa del Frente Nacional. También busca consolidar la paz y la amistad entre las naciones como una de las principales condiciones previas para la creación de la justicia social en todo el mundo. También quiere crear condiciones previas para asegurar los intereses y necesidades legítimos del clero en la esfera social. En cuanto a las tareas de la asociación, en el ámbito cívico, el clero conducirá a (...) cooperar en la consolidación de los valores del orden social socialista. La organización ayudará a crear relaciones favorables entre la iglesia y el Estado. En el campo de la paz, procederá con el espíritu de la encíclica Pacem in terris del Papa Juan XXIII."
- Del Reglamento interno y organización de la SKD-PIT

El principal objetivo de la Asociación Pacem in terris era la actividad política. Era para apoyar las acciones políticas del Partido Comunista y utilizar declaraciones políticas para demostrar el apoyo del régimen al clero de la Iglesia católica checa (que, sin embargo, no existía en gran medida) y aprobar su política eclesiástica, que era para demostrar que no había opresión religiosa en Checoslovaquia. El último componente importante de la actividad fue influir en la vida de la iglesia y el estado de ánimo de los creyentes a favor del régimen y sus objetivos; con este fin, la asociación debía ayudar al hecho de que el estado le entregó el control de la Cáritas checa y toda la producción de la prensa y literatura católicas permitida por el Estado.
Desde el punto de vista de la Iglesia, la única actividad meritoria y significativa de la asociación fue la publicación de la literatura católica, donde varias cosas de calidad aparecieron entre una serie de escritos de nivel dudoso, tales como una serie de obras de la Sede Apostólica y los Padres de la Iglesia.
El régimen comunista apoyó al máximo a la asociación proporcionando muchos beneficios a sus miembros activos y persiguiendo a sus oponentes. En 1987 la asociación alcanzó su mayor éxito en el escenario internacional cuando el Secretario General de la ONU, Javier Pérez de Cuéllar, le otorgó el título honorífico de Mensajero de la Paz. Esto sucedió sobre la base del cabildeo masivo entre bastidores de la diplomacia checoslovaca, ya que el gobierno checoslovaco prometió aumentar el prestigio de la asociación y reactivar sus actividades desde la concesión del premio de la ONU. Sin embargo, no tuvo éxito en este sentido, por el contrario, provocó un declive en la reputación de la ONU entre algunos católicos checos e incluso protestas: 50 católicos enviaron una carta de protesta al Secretario General de la ONU.

## La actitud de la Iglesia

### La actitud de la Iglesia hasta el pontificado de Juan Pablo II
"La PIT no hace nada por sus hermanos en la fe ni por sus conciudadanos necesitados, al contrario, ignora y encubre sus dificultades. Vive enemistada con su propia Iglesia, porque es un instrumento de división de la Iglesia católica en nuestro país. Vive enemistada con su propia nación porque es parte de la fachada del consentimiento, que se supone que encubre el lamentable estado de la sociedad checoslovaca y da muestras de nuestra profunda crisis moral, política, económica y ecológica."
- Carta de los católicos checoslovacos al Secretario general de la ONU

La actitud de la jerarquía eclesiástica y de los fieles hacia la asociación fue mayoritariamente negativa y la Santa Sede tuvo reservas al respecto desde el principio. Sin embargo, el apoyo que la asociación recibió por parte del Estado durante mucho tiempo impidió emprender acciones efectivas en su contra. Los obispos checoslovacos expresaron su desacuerdo con la existencia de la organización a pesar de las amenazas del aparato estatal durante la preparación de la asociación, en septiembre de 1970 unos 50 sacerdotes de la arquidiócesis de Olomouc escribieron una carta de protesta contra la organización emergente, dirigida a su obispo, Josef Vrana, quien era uno de los fundadores y figuras destacadas de la asociación.
La Santa Sede se opuso a la creación de la asociación desde 1971. La posición de la Iglesia también documenta claramente, por ejemplo, las negociaciones entre la Santa Sede y el gobierno comunista sobre el nombramiento de nuevos obispos (cuya consagración tuvo lugar en 1973), en el que la Iglesia, entre otros, estaba bajo presión. El Estado se sumó a la ordenación episcopal de Josef Vrana, quien era miembro y presidente de la asociación, y otros tres obispos que eran miembros. La Santa Sede percibió el compromiso de Vrana y la membresía de otros obispos como un problema muy serio, y aceptó su ordenación y nombramiento con la sola condición de que renunciara incondicionalmente a su puesto honorario y membresía en la asociación.
Desde el punto de vista de la iglesia, el nombramiento de estos obispos pronto resultó ser un error, ya que tres de ellos (Vrana, Jozef Feranec y Ján Pásztor) no cumplieron sus promesas y siguieron siendo miembros, Vrana incluso permaneció en la presidencia a pedido suyo (aunque renunció) y apoyó a la asociación pública y firmemente hasta su muerte en 1987. El único obispo que cumplió su promesa y dejó la asociación fue el obispo Július Gábriš.
Con el nombramiento de cuatro obispos pro-régimen impuesto a la iglesia (los otros dos candidatos eran exlíderes del extinto Movimiento por la Paz del Clero Católico), la asociación alcanzó su punto máximo, ganando prestigio y legitimidad, y normalizando las persecuciones contra los no miembros y críticos. En 1974, por ejemplo, el consentimiento estatal de Alojz Tkáč fue revocado por criticar la política de la iglesia y la SKD-PIT. En 1975 la asociación pudo hablar de éxito, porque todos los obispos, incluido František Tomášek, participaron en su congreso. Sin embargo, el éxito logrado no duró mucho. Ese mismo año los creyentes católicos se opusieron al movimiento y comenzaron a distribuir un panfleto de protesta ¡Los estamos liquidando, aplausos!, que la SKD-PIT atacó duramente y los llamó los liquidadores de la iglesia.

### La actitud de la Iglesia bajo el Papa Juan Pablo II
En 1978, la posición del SKD-PIT comenzó a deteriorarse drásticamente después de que Karol Wojtyła se convirtió en el Papa Juan Pablo II, y llegó a la conclusión de que los gobiernos comunistas ya no deberían ceder. Poco tiempo después de su ascenso al papado, expresó su posición sobre la asociación al no responder a las felicitaciones por su elección que le enviaron, y en varios de sus discursos dejó claro que no debería existir. Animado por el hecho de que la Santa Sede comenzó a aplicar una política más dura, parte de los obispos checoslovacos, encabezados por el cardenal Tomášek, se pronunció a favor de prohibir la asociación. El 20 y 21 de octubre de 1980, unos 94 teólogos se declararon en huelga de hambre en la Facultad de Teología de Bratislava exigiendo que la asociación y el régimen dejaran de interferir de hecho en la facultad. Los obispos eslovacos primero se distanciaron del evento, pero después de que varios teólogos fueron expulsados por la intervención estatal, apoyaron a los afectados (incluidos los que, de otro modo, estaban a favor del régimen y la asociación que apoyaba a Ferance). En diciembre del mismo año, la Santa Sede recomendó que los obispos checoslovacos se distanciaran del movimiento.
El 8 de marzo de 1982 la Congregación para el Clero emitió el decreto Quidam Episcopi, que generalmente prohíbe la afiliación política de los sacerdotes, sin embargo, la asociación no se mencionaba explícitamente (el decreto estaba destinado a todo el mundo y existían grupos similares, no solo en otros países del bloque del Este, sino también en América del Sur). Sin embargo, tres días después, el prefecto de la Congregación para el Clero, el cardenal Silvio Oddi, lo confirmó explícitamente en una entrevista con el diario italiano La Repubblica cuando un periodista le preguntó si el documento se aplicaba tanto a Pacem in terris como al obispo Vrana, quien estaba visitando Roma.
Sin embargo, la entrevista en la prensa no era vinculante y parte de los obispos de Checoslovaquia, encabezados por Vrana, afirmaron a pesar de ello que el decreto no se aplicaba a la SKD-PIT. Por lo tanto, el cardenal Tomášek respondió preguntando a la congregación correspondiente si el decreto se aplicaba a la asociación y si el decreto también debía ser aplicado por los administradores apostólicos de las diócesis vacantes. Después de una respuesta afirmativa a ambas preguntas en su arquidiócesis, prohibió la membresía en la asociación. Le siguieron el obispo Július Gábriš y los vicarios Ludvík Horký, Josef Kavale y Štefan Garaj. El decreto, por otro lado, fue boicoteado por otros obispos designados o forzados por el Estado (Štefan Onderko, Zoltán Jozef Belák, Josef Hendrich y Karel Jonáš) y los otros tres obispos impuestos por el Estado a la iglesia en 1973 (Josef Vrana, Jozef Feranec y Ján Pásztor). Sin embargo, a pesar de su apoyo, la SKD-PIT comenzó a debilitarse rápidamente y los sacerdotes la dejaron en sus diócesis. Dado que la SKD PIT dominaba las decisiones de la prensa católica y lo utilizaba tanto para su proclamación como para la defensa de sus actividades, el cardenal Tomášek tras una serie de advertencias y deméritos resolvió que el 1 de noviembre de 1982 se retiraba el imprimatur del periódico católico. Sin embargo, continuó publicándose y parecía un periódico católico oficial, a pesar de las protestas y advertencias de Tomášek y la Santa Sede.
Sin embargo, la asociación continuó existiendo y apoyó las intenciones comunistas, pero a pesar del apoyo masivo del Estado, solo sobrevivió. En 1985, las autoridades comunistas intentaron en vano exigir al episcopado checoslovaco que la SKD-PIT no era ilegítima desde el punto de vista de la Iglesia. La insignificancia total de facto de la SKD-PIT también fue confirmada por el nombramiento de tres nuevos obispos en 1988, cuando la iglesia rechazó los esfuerzos del Estado para promover a František Vymětal y todos los demás candidatos comprometidos en la asociación como presidente episcopal. La asociación se disolvió inmediatamente después de la Revolución de Terciopelo, su comisión de liquidación cesó sus operaciones el 7 de diciembre de 1989.

## Presidentes

### Presidentes federales
- Vaclav Medek (1971-1975)
- Antonín Veselý (1975-1985)
- František Vymětal (1985–1989)

### Presidentes checos
- Josef Vrana (1971 a 1973)
- Antonín Veselý (1973 a 1977)
- Josef Hendrich (1977 a 1984)
- Václav Javůrek (1984 a 1989)

### Presidentes eslovacos
- Mikuláš Višňovský (1971-1975)
- Gejza Navrátil (1975-1984)
- Ján Zabák (1984-1989)